# Doli Doli (Mandrehe)
Doli Doli is een bestuurslaag in het regentschap Nias Barat van de provincie Noord-Sumatra, Indonesië. Doli Doli telt 518 inwoners (volkstelling 2010).